# ESPN Radio
ESPN Radio è un'emittente radiofonica sportiva statunitense edita da ESPN Inc., join venture tra The Walt Disney Company e Hearst Communications. Il canale ha iniziato le trasmissioni nel gennaio 1992.